# The Little Samaritan
The Little Samaritan er en amerikansk stumfilm fra 1917 af Joseph Levering.

## Medvirkende
- Marian Swayne som Lindy Gray
- Carl Gerard som Reverend
- Sam Robinson som Noah
- Lucile Dorrington